# آنالاروئا
آنالاروئا (به لاتین: Analaroa) یک منطقهٔ مسکونی در ماداگاسکار است که در آنالامانگا واقع شده‌است. آنالاروئا ۹٬۲۸۲ نفر جمعیت دارد و ۱٬۲۳۵ متر بالاتر از سطح دریا واقع شده‌است.